# Čachtice
Čachtice és un poble i municipi d'Eslovàquia que es troba a la regió de Trenčín.

## Història
La primera menció escrita de la vila es remunta al 1248.

## Demografia
| Godina             | 1994 | 2004   | 2014    | 2024    |
| ------------------ | ---- | ------ | ------- | ------- |
| Nombre de persones | 3577 | 3626   | 4010    | 3605    |
| Diferència         |      | +1,36% | +10,59% | −10,09% |

| Godina             | 2023 | 2024   |
| ------------------ | ---- | ------ |
| Nombre de persones | 3620 | 3605   |
| Diferència         |      | −0,41% |